# Léon Jongen
Marie Victor Justin Léon Jongen (Luik, 2 maart 1884 - Brussel, 18 november 1969) was een Belgisch componist en organist.

## Muziekcarrière
Hij was zoon van ondernemer Marie Joseph Alphonse Jongen en Ade Marie Marquerita Beltermanne. Jongen studeerde aan het Luiks Conservatorium en werd na zijn studies organist aan de Sint-Jacqueskerk in zijn geboortestad. In 1913 behaalde hij de Eerste Grote Prijs van Rome voor zijn cantate Les fiancés de Noël.
Na de Eerste Wereldoorlog reisde hij naar verre landen: Afrika, Indië, China, Japan en Hanoi. In 1934 keerde hij terug naar België en werd hij docent fuga aan het Koninklijk Conservatorium van Brussel waar hij zijn broer Joseph Jongen opvolgde als directeur. Léon Jongen was van 1960 tot 1962 voorzitter van de Koningin Elisabethwedstrijd. Het jaar daarna won hij de wedstrijd voor compositie.
Jongen schreef symfonische werken en opera's. Hoewel hij een groot bewonderaar was van de Franse romantische school en enige invloed van  César Franck kende, evolueerde zijn stijl toch naar meer modernistische kenmerken.

## Oeuvre
- Vioolconcerto, opgelegd werk voor de Internationale Muziekwedstrijd Koningin Elisabeth van België 1963
- Thomas l'Agnelet, opera
- Fanfare 58, voor harmonie- of fanfareorkest

- Bibliothèque nationale de France: cb147644963 (data)
- Gemeinsame Normdatei: 131844466
- International Standard Name Identifier: 0000 0001 1573 2536
- Library of Congress Control Number: nr89002237
- MusicBrainz: f26afaeb-8cf8-406a-af93-f8e73b0fc1de
- Nationale Bibliotheek van Tsjechië: mzk2011630618
- Nationale Bibliotheek van Israël: 987007400598105171
- Nationale Bibliotheek van Polen: a0000002916085
- Nederlandse Thesaurus van Auteursnamen: 268934096
- Système universitaire de documentation: 18239655X
- Virtual International Authority File: 66729479
- WorldCat: E39PBJvRRpTFcRDR4DfRPD6dwC